# Felipe Bragança
Felipe M. Bragança (Rio de Janeiro, 25 de Dezembro de 1980) é um cineasta carioca formado pela UFF, tendo crescido entre o centro do Rio de Janeiro e a Baixada Fluminense. É fundador da Duas Mariola Filmes. Em  2015, filmou sua estreia na direção solo de um longa-metragem: “Não Devore Meu Coração”. O filme é baseado no livro Curva de Rio Sujo (2003), de Joca Reiners Terron e se passa na fronteira do Brasil com o Paraguai. O filme teve estreia nacional em 23 de novembro de 2017 e teve sua estreia mundial no Festival de Cinema de Sundance em 22 de janeiro de 2017 e em seguida no Festival de Berlin. O filme conta com Cauã Reymond no elenco.  Em janeiro de 2020, lançou "Um Animal Amarelo", seu quarto longa-metragem, o segundo como diretor-solo, em Competição no Festival de Rotterdam - o filme foi posteriormente exibido no Festival de Gramado 2020 onde ganhou 4 Kikitos.
Bragança começou sua vida no cinema co-dirigindo curtas e longas ao lado de Marina Meliande, entre eles se destacando os longas independentes e de baixíssimo orçamento: “A Fuga da Mulher Gorila” (Competição Cineasti di Presente no Festival de Locarno 2009) e “A Alegria” (estreia mundial na Quinzena dos Realizadores do Festival de Cannes 2010). Entre 2003 e 2015, seus demais curtas e médias foram apresentados em festivais como Rotterdam, Tampere, Bienal de Sharjah e Berlinale. No Brasil, já teve filmes apresentados nos Festivais de Brasília, Gramado, Rio, Tiradentes e Mostra SP.
Desde 2005, é parceiro constante de Karim Aïnouz, de quem foi diretor-assistente e roteirista em "O Céu de Suely" e roteirista em "Praia do Futuro", que esteve em Competição no Festival de Berlin 2014. Em 2013, Bragança foi artista convidado do DAAD Artists Programm Berlin e teve retrospectivas de seus trabalhos como diretor em cidades como Los Angeles (CalArts), Berlin (Kino Arsenal) e Paris (Jeu de Paumme).
Felipe M. Bragança também é idealizador do projeto transmídia CLAUN sobre o universo mitológico do carnaval de rua carioca, que conta com uma web-série e um livro em quadrinhos lançado em 2014 pela Boitempo Editorial.
Em 2025, lançou o média-metragem autobiográfico "Zizi (ou oração da jaca fabulosa)" na BERLINALE e filmou, tendo Zahy Tentehar como co-diretora, uma nova versão cinematográfica do clássico modernista MACUNAÍMA, de Mário de Andrade, intitulada "MAKUNAIMA XXI" - com Bruno Gagliasso, Gaby Amarantos e Denis Lavant no elenco - e previsão de lançamento no 2o semestre de 2026. 

## Filmografia

### Como diretor
2003 - “Por dentro de uma gota D’água” - Ficção, 16mm, Cor, Curta de 10 min, Co-Direção: Marina Meliande; Estréia no FESTIVAL DE BRASÍLIA
2004 - “O Nome Dele (O Clovis)” - Ficção, 35mm, Curta de 15 min, Co-Direção: Marina Meliande - Estréia no FESTIVAL DE OBERHAUSEN
2006 - “Jonas e a Baleia” - Ficção, 35mm - Curta de 20 min - Estréia no FESTIVAL DE OBERHAUSEN
2009 - “A Fuga da Mulher Gorila” - Ficção, HD, Longa de 82 min, 2009, Co-Direção: Marina Meliande - Estréia no FESTIVAL DE LOCARNO
2010 - “A Alegria” - Ficção, 35mm, Longa de 100 min, Co-Direção: Marina Meliande - Estréia no FESTIVAL DE CANNES 
2011 - “Desassossego” - Ficção, HD Média-metragem de 63 min, Direção coletiva - direção de 1 episódio - Estréia no FESTIVAL DE ROTTERDAM
2012 - “Zahy” - Experimental, HD, Videoarte de 5 min - Estréia na BIENAL DE SHARJAH
2013 - “Fernando Que Ganhou Um Pássaro do Mar” - Ficção, HD,Curta de 20 min, Co-direção: Helvécio Maris Jr. - Estréia no FESTIVAL DE BERLIN 
2013 - “Claun” - web-série, HD, 3 episódios de 23 min; - Estréia no FESTIVAL DE ROTTERDAM
2015 - “Escape From My Eyes” - Documentário, HD, Média-metragem de 34 min - Estréia no FESTIVAL DE BERLIN 
2017 - "Não Devore Meu Coração"- Ficção, DCP, longa de 106 min - Estréias no FESTIVAL DE SUNDANCE e no FESTIVAL DE BERLIN
2019 - "Tragam-me a cabeça de Carmen M." - Experimental, Colorido, DCP, média metragem de 59 min, Co-direção: Catarina Wallenstein - Estréia no FESTIVAL DE ROTTERDAM
2020 - "Um Animal Amarelo"- Ficção, Colorido, DCP, longa de 115 min - Estréia no FESTIVAL DE ROTTERDAM
2025 - "ZIZI (ou oração da Jaca Fabulosa)" - Documentário/Ensaio, Colorido, DCP, Média metragem de 30 minutos - Estréia no FESTIVAL DE BERLIN

### Como roteirista
2003 - “Por dentro de uma gota D’água” - Ficção, 16mm, Cor, 10 min, Co-Direção: Marina Meliande;
2004 - “O Nome Dele (O Clovis)” - Ficção, 35mm, 15 min, Co-Direção: Marina Meliande;
2006 - “Jonas e a Baleia” - Ficção, 35mm - 20 min; 
2006 - “O Céu de Suely” - Ficção, 35mm - 88 min;
2008 - “Alice” - HD, Série de TV HBO - 13 episódios de 45 minutos;
2009 - “A Fuga da Mulher Gorila” - Ficção, HD, 82 min, 2009, Co-Direção: Marina Meliande;
2010 - “A Alegria” - Ficção, 35mm, 100 min, Co-Direção: Marina Meliande;
2011 - “Desassossego” - Ficção, HD 63 min, Direção coletiva - direção de 1 episódio;
2011 - “Girimunho” - Ficção, HD - 80 min;
2011 - “Heleno” - Cinebiografia, 35mm, 100 min
2012 - “Zahy” - Experimental, HD, 5 min;
2013 - “Fernando Que Ganhou Um Passário do Mar” - Ficção, HD, 20 min, Co-direção: Helvécio Maris Jr.
2013 - “Claun” - web-série, HD, 3 episódios de 23 min;
2014 - “Praia do Futuro” - Ficção, 35mm, 100 min;
2015 - “Escape From My Eyes” - Documentário, HD, 33 min;
2017 - "Não Devore Meu Coração" -  Ficção, DCP, 106 min;
2018 - "Mormaço" -  Drama, DCP, 106 min;
2019 - "Tragam-me a cabeça de Carmen M." - Experimental, Colorido, DCP, 60 min, Co-direção: Catarina Wallenstein.
2020 - "Um Animal Amarelo"- Ficção, Colorido, DCP, 96 min.